# Kaple svatého Jana Nepomuckého (Nymburk)
Kaple svatého Jana Nepomuckého v Nymburce je dochovaným presbytářem bývalého konventního kostela Nanebevzetí Panny Marie Růžencové. Je chráněna jako kulturní památka.

## Historie

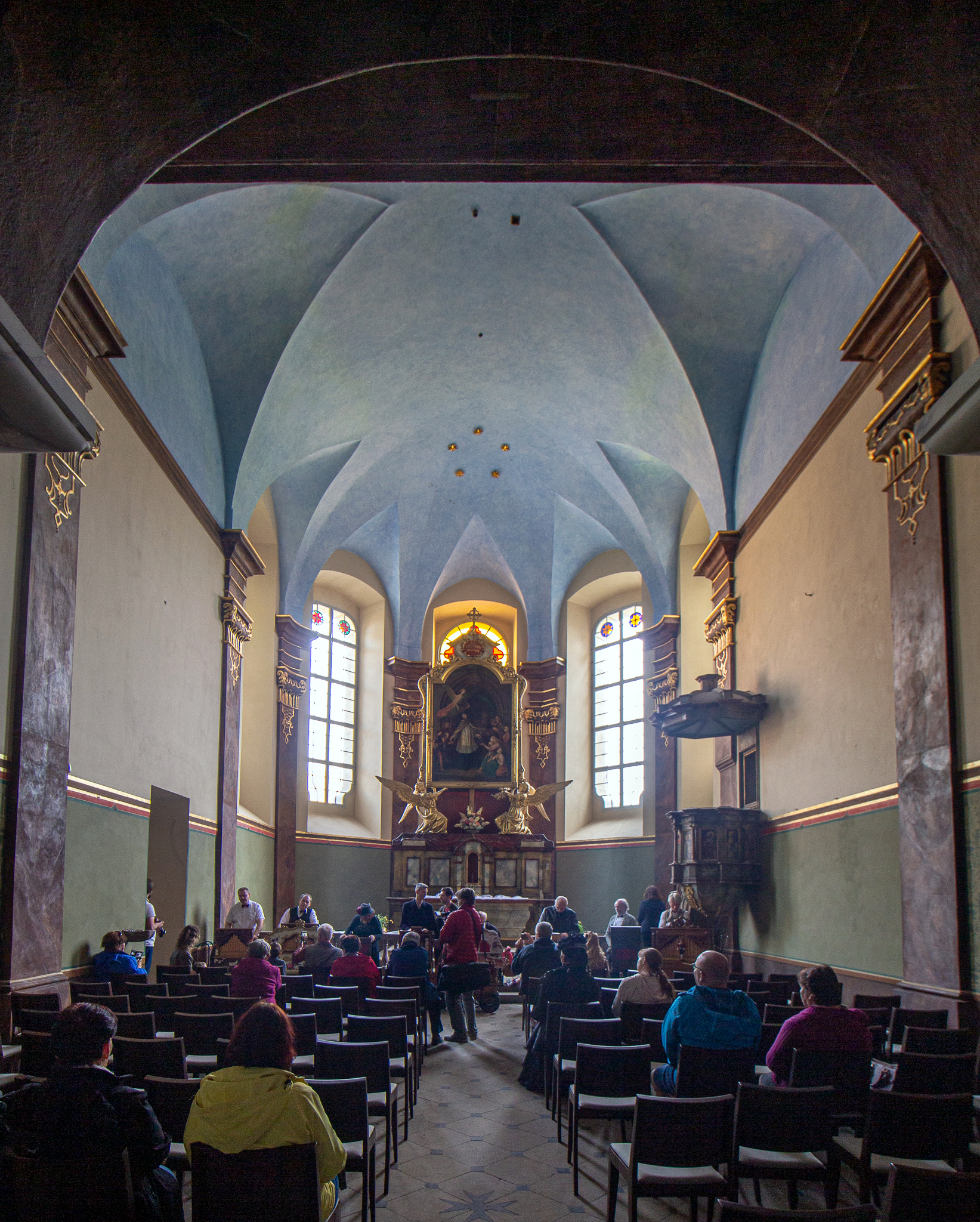
Interiér kaple

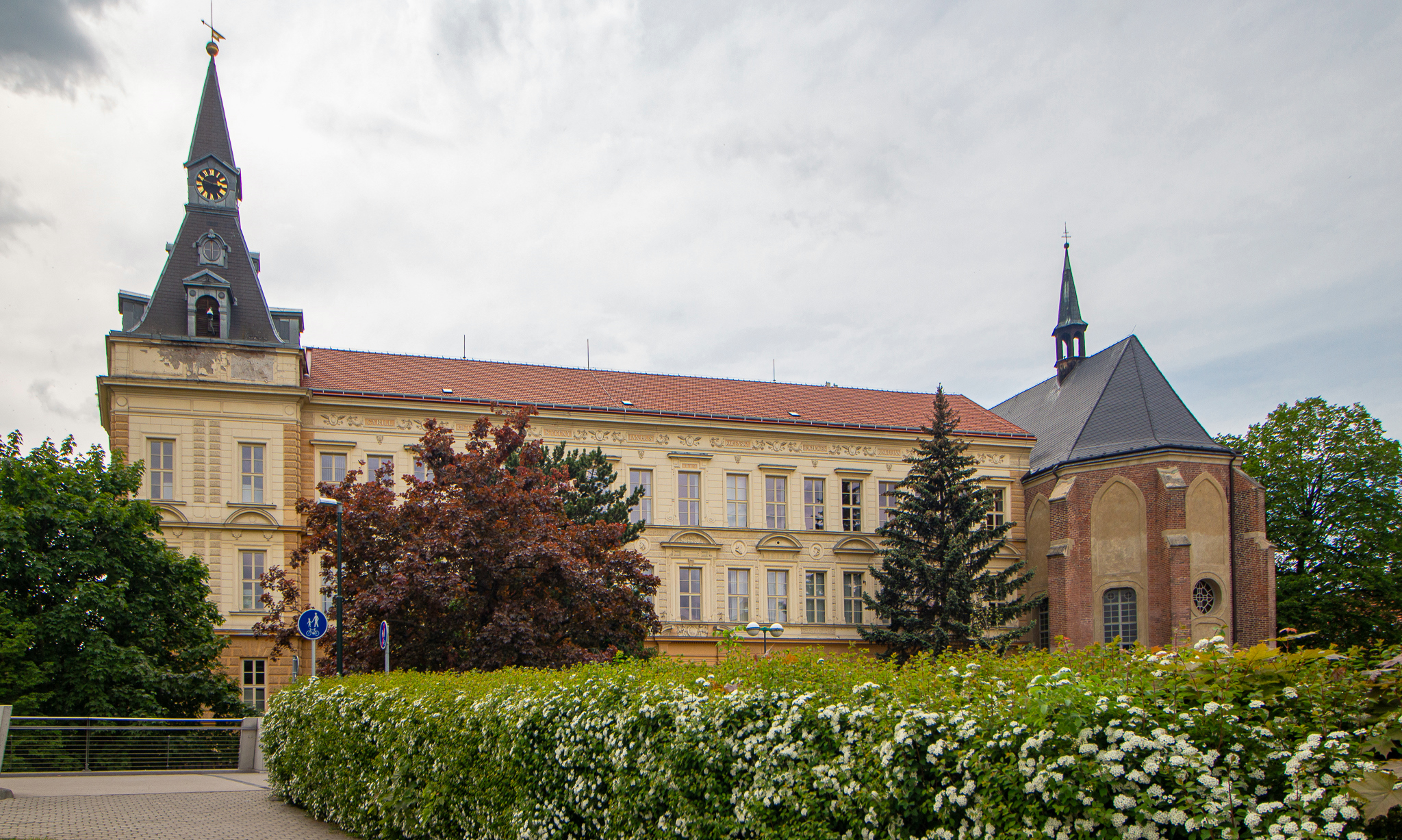
Kaple jako součást areálu dnešní základní školy

Stejně jako kostel Panny Marie byla kaple součástí rozsáhlého klášterního komplexu řádu dominikánů. Dominikánský klášter začal být budován zároveň se založením města, někdy kolem roku 1275. Král Přemysl Otakar II. povolil výstavbu kláštera s podmínkou, že jeho vnější strana bude součástí hradebního zdiva a bude tak doplňovat opevnění města směrem k Labi. Klášterní budovy a kostel byly stavěny koncem 13. století z režného cihlového zdiva, stejně tak jako kostel sv. Mikuláše (dnes sv. Jiljí) a hradby. Tuto stavební techniku přinesli s sebou holandští kolonisté, kteří tím vyřešili nedostatek kvalitního stavebního kamene v Polabí.
Během husitských válek byl klášter v roce 1424 vydrancován a zničen husity. Mniši, kterých bylo údajně 40, byli vyhnáni z města. Kostel zůstal částečně zachován, ale na místě zbořeného konventu vznikly patrně čtyři nové měšťanské domy. 
Dělová koule zazděná do východního opěráku kaple sv. Jana Nepomuckého, je němým svědkem pohnutých událostí třicetileté války. Pusté klášteřiště teprve v roce 1667 připadlo zpět dominikánům a ještě téhož roku byl položen základní kámen nového konventu, situovaného jižně od gotického kostela. Stavba byla zčásti dokončena v roce 1674 a byla zde ustavena dominikánská komunita s charakterem hospice. V roce 1694 byl hospic povýšen na převorství a žilo zde 12 řeholníků. 
Roku 1771 byl kostel, včetně nynější kaple, barokně upravován a jeho gotický vzhled byl značně změněn. Byla snížena nejen klenba, ale i okna, která zároveň dostala jiný tvar. Všechny tyto stavební úpravy jsou na kapli dodnes jasně patrné, zejména v půdním prostoru. Tam se zachovaly fragmenty gotických kleneb, značně vyšších než klenby barokní. Půdní prostor a jedno dochované původní okno kaple je přístupné pouze přes budovu dnešní školy.
V roce 1785, v rámci rozsáhlých reforem císaře Josefa II., byla nymburská klášterní komunita zrušena. Část konventních budov, propadlých Náboženskému fondu, odkoupilo roku 1819 město a zřídilo zde farní školu. Kostel byl odsvěcen, mobiliář rozprodán, fresky v ambitu byly zabíleny a obec zde zřídila obecní sklad obilí, sena a slámy. V další části pak zřídili právováreční měšťané vinopalnu. 
V roce 1857 nechal nymburský měšťan Jan Nepomuk Zedrich upravit presbytář kostela jako kapli pro potřebu školní mládeže (náhrobní deska s jeho jménem je dodnes umístěna v kapli). V roce 1871 byla na místě pobořené chrámové lodi vystavěna radnice s divadlem a jen boční pilíře připomínaly původní mohutnou gotickou stavbu. Bohumil Hrabal v 70. letech připomíná, že se z kaple ztratil Hellichův obraz sv. Jana.
Po dalších drobných úpravách pro školní účely došlo v následujících letech ve dvou etapách k velké přestavbě někdejšího dominikánského areálu. V první fázi bylo roku 1882 nově vybudováno východní křídlo chlapecké školy a ve druhé fázi, probíhající v letech 1889-91, ještě jižní křídlo dívčí školy.
Dnes v nově opravené budově sídlí základní škola, její věžní hodiny znovu fungují.

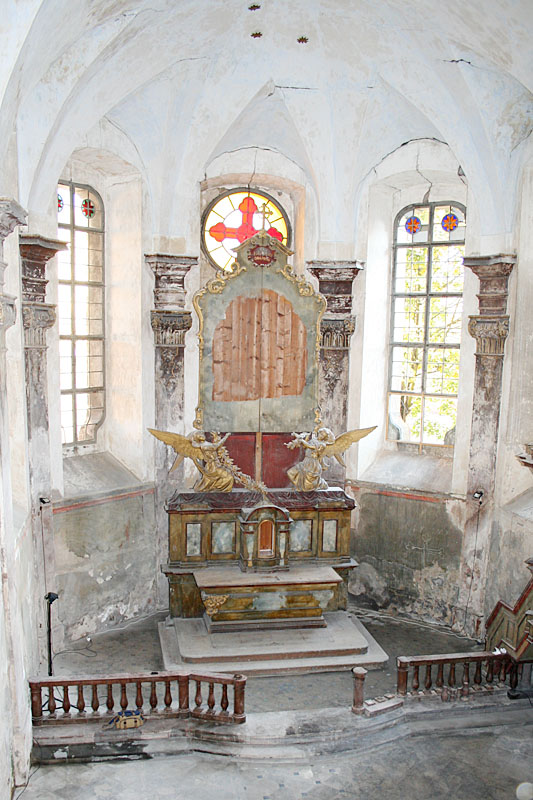
Kaple sv. Jana Nepomuckého
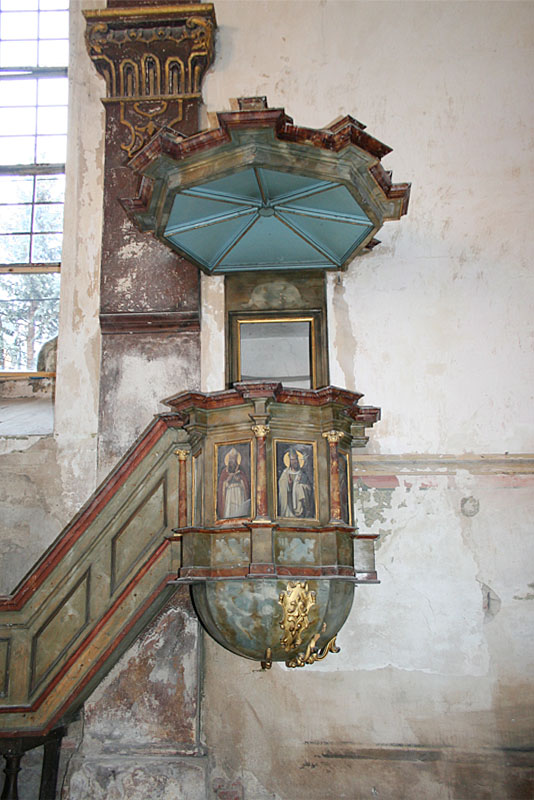
Kaple sv. Jana Nepomuckého
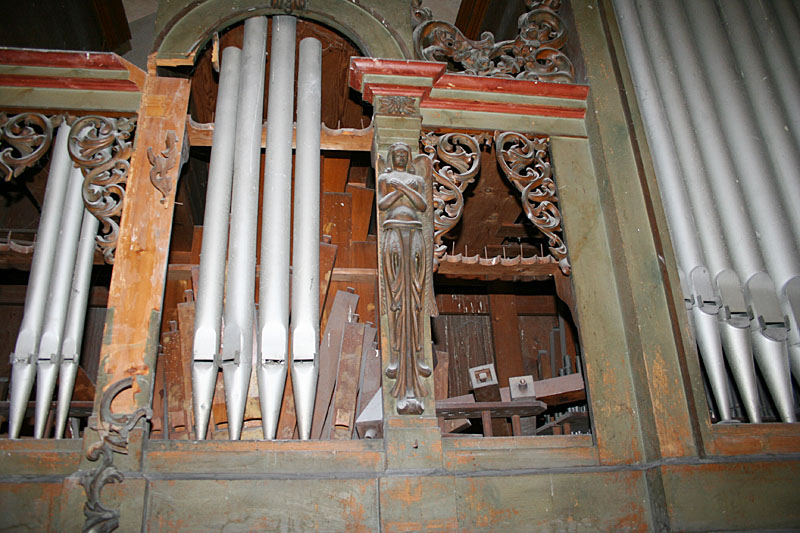
Kaple sv. Jana Nepomuckého